# 다카세촌 (나가노현)
다카세촌(일본어: 高瀬村)은 일본 나가노현 기타사쿠군에 있던 촌이다. 현재의 사쿠시 북부 중앙에 해당한다.

## 역사
- 1889년 4월 1일 - 정촌제 시행에 의해 4개 촌의 구역을 확장해 성립하였다.
- 1954년 12월 10일 - 이와무라다정, 히라네촌·나카사토촌과 신설합병해 아사마정이 성립하여, 동일 히라네촌은 폐지되었다.

## 교통
현재 구촌 지역에는 조신에쓰 자동차도가 통과하지만 당시에는 미개통 상태였다.

## 참고문헌
- 角川日本地名大辞典 20 長野県